# Thyrsodium bolivianum
Thyrsodium bolivianum är en sumakväxtart som beskrevs av J.D. Mitchell & D.C. Daly. Thyrsodium bolivianum ingår i släktet Thyrsodium och familjen sumakväxter. Inga underarter finns listade i Catalogue of Life.